# Марк Едмондсон
Марк Едмондсон (англ. Mark Edmondson; нар. 24 червня 1954) — колишній австралійський тенісист.
Найвищу одиночну позицію світового рейтингу — 15 місце досяг 17 травня 1982 року.
Здобув 6 одиночних та 34 парні титули.
Перемагав на турнірах Великого шолома в одиночному та парному розрядах.

## Виступи на турнірах Великого шолома

### Виступи в одиночних турнірах Великого шолома
| W | Ф | ПФ | ЧФ | #Р | КТ | К# | DNQ | A | NH |

| Турнір                                 | 1975 | 1976 | 1977 | 1977 | 1978 | 1979 | 1980 | 1981 | 1982 | 1983 | 1984 | 1985 | 1986 | 1987 |
| -------------------------------------- | ---- | ---- | ---- | ---- | ---- | ---- | ---- | ---- | ---- | ---- | ---- | ---- | ---- | ---- |
| Відкритий чемпіонат Австралії з тенісу | 2р   | 1976 | ЧФ   |      | 2р   | ЧФ   | 3р   | ПФ   | 1р   | 3р   | 2р   | 1р   | NH   | 3р   |
| Відкритий чемпіонат Франції з тенісу   |      | 1р   | 2р   | 2р   | 1р   | 1р   | 1р   | 1р   |      |      |      | 1р   | 1р   |      |
| Вімблдонський турнір                   | 2р   | 3р   | 2р   | 2р   | 2р   | 1р   | 1р   | 2р   | ПФ   | 3р   | 3р   | 1р   | 1р   |      |
| Відкритий чемпіонат США з тенісу       |      | 1р   | 3р   | 3р   | 1р   | 1р   |      | 3р   | 2р   | 3р   |      |      |      |      |

### Фінали турнірів Великого шолома, 10 (6–4)

#### Одиночний розряд, 1 (1 перемога)
| Результат | Рік  | Турнір                                 | Покриття | Суперник     | Рахунок            |
| --------- | ---- | -------------------------------------- | -------- | ------------ | ------------------ |
| Перемога  | 1976 | Відкритий чемпіонат Австралії з тенісу | Трава    | Джон Ньюкомб | 6–7, 6–3, 7–6, 6–1 |

#### Парний розряд, 7 (5–2)
| Результат | Рік  | Турнір                                       | Покриття | Партнер       | Суперники                       | Рахунок            |
| --------- | ---- | -------------------------------------------- | -------- | ------------- | ------------------------------- | ------------------ |
| Перемога  | 1980 | Відкритий чемпіонат Австралії з тенісу (1/1) | Трава    | Кім Ворвік    | Пітер Макнамара Пол Макнамі     | 7–5, 6–4           |
| Перемога  | 1981 | Відкритий чемпіонат Австралії (2/2)          | Трава    | Кім Ворвік    | Генк Пфістер Джон Седрі         | 6–3, 6–7, 6–3      |
| Перемога  | 1983 | Відкритий чемпіонат Австралії (3/3)          | Трава    | Пол Макнамі   | Стів Дентон Шервуд Стюарт       | 6–3, 7–6           |
| Поразка   | 1983 | Відкритий чемпіонат Франції з тенісу (0/1)   | Ґрунт    | Шервуд Стюарт | Ганс Сімонссон Андерс Яррід     | 7–6(7–4), 6–4, 6–2 |
| Перемога  | 1984 | Відкритий чемпіонат Австралії (4/4)          | Трава    | Шервуд Стюарт | Йоакім Нюстром Матс Віландер    | 6–2, 6–2, 7–5      |
| Поразка   | 1985 | Відкритий чемпіонат Австралії (4/5)          | Трава    | Кім Ворвік    | Пол Еннекон Хрісто ван Ренсбург | 3–6, 7–6, 6–4, 6–4 |
| Перемога  | 1985 | Відкритий чемпіонат Франції (1/2)            | Ґрунт    | Кім Ворвік    | Шломо Глікштейн Ганс Сімонссон  | 6–3, 6–4, 6–7, 6–3 |

#### Мікст 2 (2 поразки)
| Результат | Рік  | Турнір                                     | Покриття | Партнер           | Суперники               | Рахунок            |
| --------- | ---- | ------------------------------------------ | -------- | ----------------- | ----------------------- | ------------------ |
| Поразка   | 1980 | Вімблдонський турнір (0/1)                 | Трава    | Діанне Фромгольтц | Трейсі Остін Джон Остін | 4–6, 7–6(8–6), 6–3 |
| Поразка   | 1986 | Відкритий чемпіонат Франції з тенісу (0/1) | Ґрунт    | Розалін Феербенк  | Кеті Джордан Кен Флек   | 3–6, 7–6(7–3), 6–3 |

## Фінали за кар'єру

### Одиночний розряд (6–6)
| Результат | W-L | Дата | Турнір                                           | Покриття   | Суперник           | Рахунок                 |
| --------- | --- | ---- | ------------------------------------------------ | ---------- | ------------------ | ----------------------- |
| Перемога  | 1–0 | 1976 | Відкритий чемпіонат Австралії з тенісу, Мельбурн | Трава      | Джон Ньюкомб       | 6–7, 6–3, 7–6(8–6), 6–1 |
| Перемога  | 2–0 | 1976 | Брисбен, Австралія                               | Трава      | Філ Дент           | 3–6, 6–4, 6–4, 6–4      |
| Перемога  | 3–0 | 1978 | Брисбен, Австралія                               | Трава      | Джон Александер    | 6–4, 7–6                |
| Поразка   | 3–1 | 1979 | Гобарт, Австралія                                | Трава      | Гільєрмо Вілас     | 4–6, 4–6                |
| Поразка   | 3–2 | 1979 | Сербітон, Англія                                 | Трава      | Віктор Амая        | 4–6, 5–7                |
| Перемога  | 4–2 | 1981 | Аделаїда, Австралія                              | Трава      | Бред Дрюетт        | 7–5, 6–2                |
| Поразка   | 4–3 | 1981 | Лінц, Австрія                                    | Тверде (i) | Джанні Оклеппо     | 5–7, 1–6                |
| Перемога  | 5–3 | 1981 | Бристоль, Англія                                 | Трава      | Роско Теннер       | 6–3, 5–7, 6–4           |
| Перемога  | 6–3 | 1981 | Брисбен, Австралія                               | Трава      | Кріс Льюїс         | 7–6, 3–6, 6–4           |
| Поразка   | 6–4 | 1981 | Токіо Indoor, Японія                             | Килим (i)  | Вінсент ван Петтен | 2–6, 6–3, 3–6           |
| Поразка   | 6–5 | 1981 | Гонконг                                          | Тверде     | Вен Вінітскі       | 4–6, 7–6, 4–6           |
| Поразка   | 6–6 | 1983 | Лас-Вегас, США                                   | Тверде     | Джиммі Коннорс     | 6–7, 1–6                |

### Парний розряд (34–34)
| Результат | Ранг | Дата | Турнір                                           | Покриття   | Партнер                     | Суперники                                | Рахунок                   |
| --------- | ---- | ---- | ------------------------------------------------ | ---------- | --------------------------- | ---------------------------------------- | ------------------------- |
| Перемога  | 1.   | 1975 | Sydney International, Австралія                  | Трава      | Джон Маркс                  | Кріс Кехел Пітер Макнамара               | 6–1, 6–1                  |
| Поразка   | 1.   | 1976 | Пальма, Іспанія                                  | Ґрунт      | Джон Маркс                  | Джон Ендрюс Колін Діблі                  | 3–6, 5–7                  |
| Поразка   | 2.   | 1976 | Sydney International, Австралія                  | Трава      | Джон Маркс                  | Сід Болл Кім Ворвік                      | 3–6, 6–7                  |
| Перемога  | 2.   | 1977 | Swedish Open, Швеція                             | Ґрунт      | Джон Маркс                  | Жан-Луї Ейє Франсуа Жоффре               | 6–4, 6–0                  |
| Поразка   | 3.   | 1978 | Флоренція, Італія                                | Ґрунт      | Джон Маркс                  | Коррадо Барадзутті Адріано Панатта       | 3–6, 7–6, 3–6             |
| Перемога  | 3.   | 1978 | Гштад, Швейцарія                                 | Ґрунт      | Том Оккер                   | Боб Г'юїтт Кім Ворвік                    | 6–4, 1–6, 6–1, 6–4        |
| Перемога  | 4.   | 1978 | Swedish Open, Швеція                             | Ґрунт      | Боб Кармайкл                | Петер Соке Балаж Тароці                  | 7–5, 6–4                  |
| Поразка   | 4.   | 1978 | Гілверсум, Нідерланди                            | Ґрунт      | Боб Кармайкл                | Том Оккер Балаж Тароці                   | 6–7, 3–6                  |
| Поразка   | 5.   | 1978 | Стоу, США                                        | Тверде     | Кім Ворвік                  | Тім Галліксон Том Галліксон              | 6–3, 6–7, 3–6             |
| Поразка   | 6.   | 1978 | Гартфорд, США                                    | Килим      | Вен Вінітскі                | Джон Макінрой Білл Мейз                  | 3–6, 6–3, 5–7             |
| Поразка   | 7.   | 1978 | Сідней, Австралія                                | Тверде (i) | Джон Маркс                  | Джон Ньюкомб Тоні Роч                    | 4–6, 3–6                  |
| Перемога  | 5.   | 1978 | Гонконг                                          | Тверде     | Джон Маркс                  | Генк Пфістер Бред Роув                   | 5–7, 7–6, 6–1             |
| Поразка   | 8.   | 1978 | Тайбей, Республіка Китай                         | Килим      | Джон Маркс                  | Шервуд Стюарт Балч Волтс                 | 2–6, 7–6, 6–7             |
| Поразка   | 9.   | 1979 | Гамбург, Німеччина                               | Ґрунт      | Джон Маркс                  | Ян Кодеш Томаш Шмід                      | 3–6, 1–6, 6–7             |
| Перемога  | 6.   | 1979 | Гштад, Швейцарія                                 | Ґрунт      | Джон Маркс                  | Йон Ціріак Гільєрмо Вілас                | 2–6, 6–1, 6–4             |
| Поразка   | 10.  | 1979 | Swedish Open, Швеція                             | Ґрунт      | Джон Маркс                  | Гайнц Ґюнтгардт Боб Г'юїтт               | 2–6, 2–6                  |
| Перемога  | 7.   | 1979 | Тайбей, Республіка Китай                         | Килим      | Джон Маркс                  | Пет Дюпре Роберт Лутц                    | 6–1, 3–6, 6–4             |
| Перемога  | 8.   | 1980 | Рим, Італія                                      | Ґрунт      | Кім Ворвік                  | Балаж Тароці Еліот Телчер                | 7–6, 7–6                  |
| Перемога  | 9.   | 1980 | Сербітон, Англія                                 | Трава      | Кім Ворвік                  | Ендрю Паттісон Балч Волтс                | 7–6, 6–7, 6–7, 7–6, 15–13 |
| Поразка   | 11.  | 1980 | Гштад, Швейцарія                                 | Ґрунт      | Кім Ворвік                  | Колін Даудесвелл Ісмаїл Ель-Шафей        | 4–6, 4–6                  |
| Перемога  | 10.  | 1980 | Відкритий чемпіонат Австралії з тенісу, Мельбурн | Трава      | Кім Ворвік                  | Пітер Макнамара Пол Макнамі              | 7–5, 6–4                  |
| Перемога  | 11.  | 1981 | Х'юстон, США                                     | Ґрунт      | Шервуд Стюарт               | Ананд Амрітрадж Фред Макнеер             | 6–4, 6–3                  |
| Поразка   | 12.  | 1981 | Stuttgart Outdoor, Німеччина                     | Ґрунт      | Майк Естеп                  | Пол Макнамі Пітер Макнамара              | 6–2, 4–6, 6–7             |
| Перемога  | 12.  | 1981 | Swedish Open, Швеція                             | Ґрунт      | Джон Фіцджеральд (тенісист) | Андерс Яррід Ганс Сімонссон              | 2–6, 7–5, 6–0             |
| Поразка   | 13.  | 1981 | Сан-Франциско, США                               | Килим      | Шервуд Стюарт               | Пітер Флемінг Джон Макінрой              | 2–6, 2–6                  |
| Поразка   | 14.  | 1981 | Брисбен, Австралія                               | Трава      | Майк Естеп                  | Род Фролі Кріс Льюїс                     | 5–7, 6–4, 6–7             |
| Перемога  | 13.  | 1981 | Відкритий чемпіонат Австралії з тенісу, Мельбурн | Трава      | Кім Ворвік                  | Генк Пфістер Джон Седрі                  | 6–3, 6–7, 6–3             |
| Перемога  | 14.  | 1982 | Аделаїда-2, Австралія                            | Трава      | Кім Ворвік                  | Ендрю Джарретт Джонатан Сміт             | 7–5, 4–6, 7–6             |
| Перемога  | 15.  | 1982 | Richmond WCT, США                                | Килим      | Кім Ворвік                  | Сід Болл Рольф Герінг                    | 6–4, 6–2                  |
| Перемога  | 16.  | 1982 | Мюнхен-2 WCT, Німеччина                          | Килим      | Томаш Шмід                  | Кевін Каррен Стів Дентон                 | 4–6, 7–5, 6–2             |
| Перемога  | 17.  | 1982 | Роттердам, Нідерланди                            | Килим      | Шервуд Стюарт               | Фріц Бунінг Кевін Каррен                 | 7–5, 6–2                  |
| Поразка   | 15.  | 1982 | Мілан, Італія                                    | Килим      | Шервуд Стюарт               | Гайнц Ґюнтгардт Пітер Макнамара          | 6–7, 6–7                  |
| Перемога  | 18.  | 1982 | Франкфурт-на-Майні, Німеччина                    | Килим      | Стів Дентон                 | Тоні Джаммалва Тім Майотт                | 6–4, 6–7, 6–4             |
| Поразка   | 16.  | 1982 | Монте-Карло, Монако                              | Ґрунт      | Шервуд Стюарт               | Пол Макнамі Пітер Макнамара              | 7–6, 6–7, 3–6             |
| Поразка   | 17.  | 1982 | Х'юстон, США                                     | Ґрунт      | Пітер Макнамара             | Кевін Каррен Стів Дентон                 | 5–7, 4–6                  |
| Перемога  | 19.  | 1982 | Гілтон-Гед-Айленд (Південна Кароліна), США       | Ґрунт      | Род Фролі                   | Алан Волдмен Вен Вінітскі                | 6–1, 7–5                  |
| Поразка   | 18.  | 1982 | Бристоль, Англія                                 | Трава      | Кім Ворвік                  | Тім Галліксон Том Галліксон              | 4–6, 6–7                  |
| Перемога  | 20.  | 1982 | Stuttgart Outdoor, Німеччина                     | Ґрунт      | Браян Тічер                 | Андреас Маурер Вольфганг Попп            | 6–3, 6–1                  |
| Перемога  | 21.  | 1982 | Кіцбюель, Австрія                                | Ґрунт      | Кім Ворвік                  | Род Фролі Павел Сложил                   | 4–6, 6–4, 6–3             |
| Перемога  | 22.  | 1982 | Торонто, Канада                                  | Тверде     | Стів Дентон                 | Джон Макінрой Пітер Флемінг              | 6–7, 7–5, 6–2             |
| Поразка   | 19.  | 1982 | Мастерс Цинциннаті, США                          | Тверде     | Стів Дентон                 | Пітер Флемінг Джон Макінрой              | 2–6, 3–6                  |
| Поразка   | 20.  | 1982 | Sawgrass Doubles, США                            | Ґрунт      | Кім Ворвік                  | Браян Готтфрід Рауль Рамірес             | W/O                       |
| Поразка   | 21.  | 1982 | Сідней, Австралія                                | Тверде (i) | Стів Дентон                 | Джон Макінрой Пітер Реннерт              | 3–6, 6–7                  |
| Поразка   | 22.  | 1983 | Гамбург, Німеччина                               | Ґрунт      | Браян Готтфрід              | Гайнц Ґюнтгардт Балаж Тароці             | 6–7, 6–4, 4–6             |
| Поразка   | 23.  | 1983 | Відкритий чемпіонат Франції з тенісу, Париж      | Ґрунт      | Шервуд Стюарт               | Андерс Яррід Ганс Сімонссон              | 6–7, 4–6, 2–6             |
| Перемога  | 23.  | 1983 | Норт-Конвей, США                                 | Ґрунт      | Шервуд Стюарт               | Ерік Фромм Дрю Джітлін                   | 7–6, 6–1                  |
| Перемога  | 24.  | 1983 | Індіанаполіс, США                                | Ґрунт      | Шервуд Стюарт               | Карлус Кірмайр Кассіу Мотта              | 6–3, 6–2                  |
| Поразка   | 24.  | 1983 | Брисбен, Австралія                               | Килим      | Кім Ворвік                  | Пет Кеш Пол Макнамі                      | 6–7, 6–7                  |
| Перемога  | 25.  | 1983 | Сідней, Австралія                                | Тверде (i) | Шервуд Стюарт               | Джон Макінрой Пітер Реннерт              | 6–2, 6–4                  |
| Перемога  | 26.  | 1983 | Токіо Indoor, Японія                             | Килим      | Шервуд Стюарт               | Стів Дентон Джон Фіцджеральд (тенісист)  | 6–1, 6–4                  |
| Перемога  | 27.  | 1983 | Відкритий чемпіонат Австралії з тенісу, Мельбурн | Трава      | Пол Макнамі                 | Стів Дентон Шервуд Стюарт                | 6–3, 7–6                  |
| Перемога  | 28.  | 1984 | Boca West, США                                   | Тверде     | Шервуд Стюарт               | Девід Доулен Ндука Одізор                | 4–6, 6–1, 6–4             |
| Поразка   | 25.  | 1984 | Люксембург                                       | Килим      | Шервуд Стюарт               | Андерс Яррід Томаш Шмід                  | 3–6, 5–7                  |
| Перемога  | 29.  | 1984 | Монте-Карло, Монако                              | Ґрунт      | Шервуд Стюарт               | Ян Гуннарссон Матс Віландер              | 6–2, 6–1                  |
| Поразка   | 26.  | 1984 | Сідней, Австралія                                | Тверде (i) | Шервуд Стюарт               | Андерс Яррід Ганс Сімонссон              | 4–6, 4–6                  |
| Поразка   | 27.  | 1984 | Токіо Indoor, Японія                             | Килим      | Шервуд Стюарт               | Тоні Джаммалва Семмі Джаммалва           | 6–7, 4–6                  |
| Поразка   | 28.  | 1984 | Гонконг                                          | Тверде     | Пол Макнамі                 | Кен Флек Роберт Сегусо                   | 7–6, 3–6, 5–7             |
| Перемога  | 30.  | 1984 | Відкритий чемпіонат Австралії з тенісу, Мельбурн | Трава      | Шервуд Стюарт               | Йоакім Нюстром Матс Віландер             | 6–2, 6–2, 7–5             |
| Перемога  | 31.  | 1985 | Мюнхен, Німеччина                                | Ґрунт      | Кім Ворвік                  | Серхіо Касаль Еміліо Санчес Вікаріо      | 4–6, 7–5, 7–5             |
| Поразка   | 29.  | 1985 | Даллас, США                                      | Килим      | Шервуд Стюарт               | Пітер Флемінг Джон Макінрой              | 3–6, 1–6                  |
| Перемога  | 32.  | 1985 | Відкритий чемпіонат Франції з тенісу, Париж      | Ґрунт      | Кім Ворвік                  | Шломо Глікштейн Ганс Сімонссон           | 6–3, 6–4, 6–7, 6–3        |
| Поразка   | 30.  | 1985 | Гштад, Швейцарія                                 | Ґрунт      | Бред Дрюетт                 | Войцех Фібак Томаш Шмід                  | 7–6, 4–6, 4–6             |
| Поразка   | 31.  | 1985 | Сідней, Австралія                                | Тверде (i) | Кім Ворвік                  | Джон Фіцджеральд (тенісист) Андерс Яррід | 3–6, 2–6                  |
| Поразка   | 32.  | 1985 | Відкритий чемпіонат Австралії з тенісу, Мельбурн | Трава      | Кім Ворвік                  | Пол Еннекон Хрісто ван Ренсбург          | 7–6, 4–6, 4–6             |
| Перемога  | 33.  | 1985 | Аделаїда, Австралія                              | Трава      | Кім Ворвік                  | Нелсон Аертс Томм Ворнек                 | 6–4, 6–4                  |
| Поразка   | 33.  | 1986 | Рим, Італія                                      | Ґрунт      | Шервуд Стюарт               | Гі Форже Яннік Ноа                       | 6–7, 2–6                  |
| Поразка   | 34.  | 1986 | Бристоль, Англія                                 | Трава      | Веллі Месур                 | Крісто Стейн Дані Віссер                 | 7–6, 6–7, 10–12           |
| Перемога  | 34.  | 1987 | Sydney International, Австралія                  | Трава      | Бред Дрюетт                 | Пітер Дуен Лорі Вордер                   | 6–4, 4–6, 6–2             |